# 施氏䰾

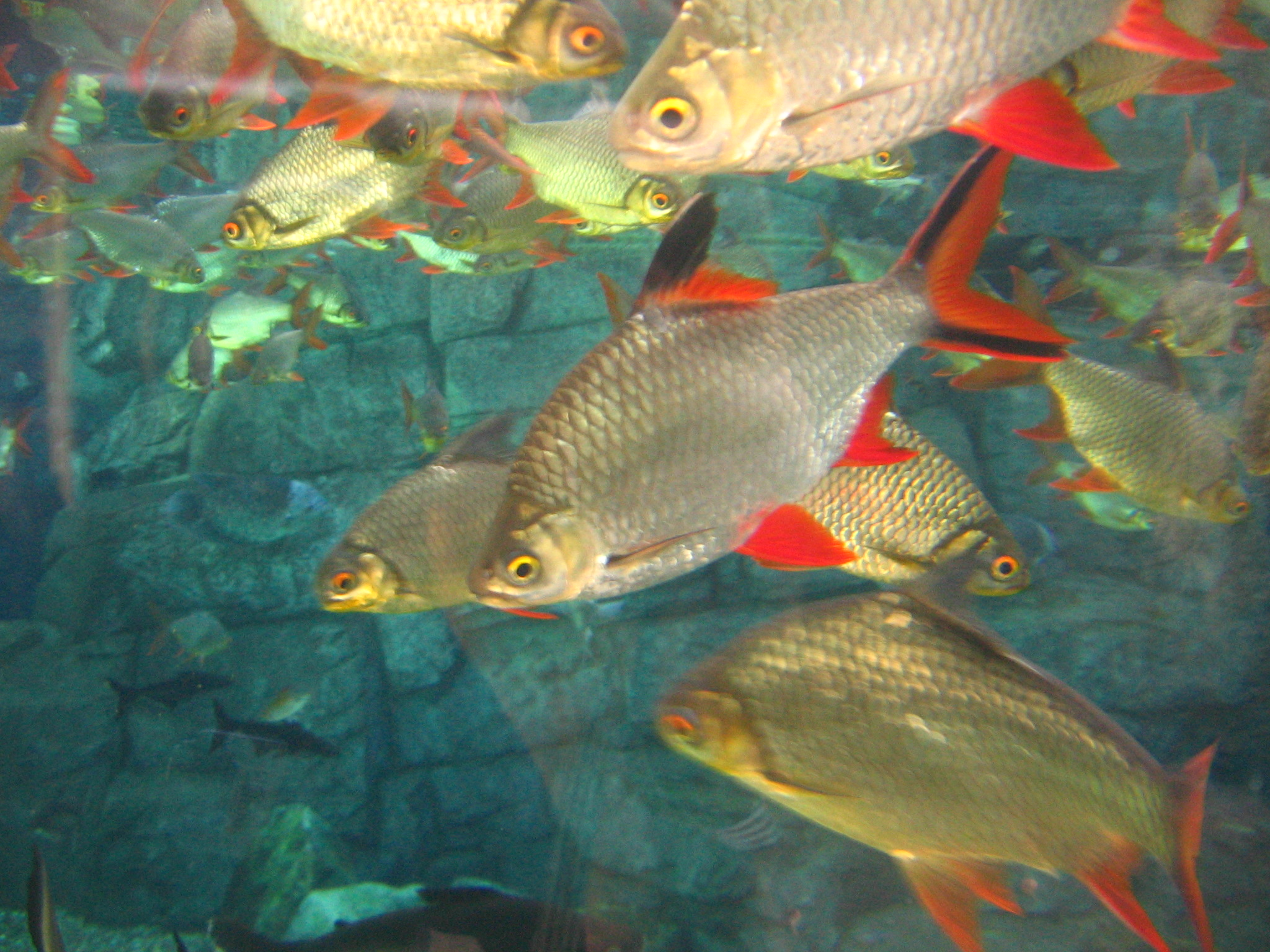
一群在水族館的施瓦氏四鬚鲃

施氏䰾（學名：Barbonymus schwanenfeldii）又名施瓦氏四鬚魮、施瓦氏擬鲃、施瓦氏四鬚鲃、施氏高體鲃、泰國鯽、紅鰭鯽，為輻鰭魚綱鯉形目鯉科的其中一個種。該物種最初於 1853年被Pieter Bleeker描述為Barbus schwanenfeldii，也被歸類為Barbodes屬和Puntius屬，最後被歸類為1999年才建立的高體䰾屬。

## 分布
本魚分布於泰國、越南、新加坡、印尼、馬來西亞、寮國、柬埔寨的溪流。被引進台灣、美國。

## 特徵
本魚體高而側扁，輪廓略呈菱形，背緣線明顯隆起，頭短小而略呈三角形，吻短，前端略突出，具鬚2對，體被中大型圓鱗。未成年的魚，背部有灰褐色向下至腹側逐漸變成閃亮的銀色，鱗片錯落有致，三角形的背鰭上有一面凹陷。成魚的背鰭為黑色，背鰭基部為紅色，腹鰭和臀鰭為鮮豔的橘紅色。色彩較為單調的尾鰭，上下緣為黑色，背鰭硬棘3枚、背鰭軟條8枚、臀鰭硬棘3枚、臀鰭軟條5枚，體長可達35公分，壽命為10至15年。

## 生態
本魚棲息在淡水溪流、湖泊中，性情溫和，喜群游，屬雜食性，主要以水生大型植物和沈水性陸地植物，以及絲狀藻類為食，偶爾也吃昆蟲、小魚、蠕蟲和甲殼類。

## 經濟利用
為觀賞性魚類及商業水產養殖。